# 税警总团
财政部税警总团全名為「財政部緝私處稅務警察總團」是二十世纪三十年代中华民国财政部部长宋子文组建的一支军事武装護衛團體。

## 历史
1929年，财政部长宋子文用每年摊还八国银行团借款盐税余款，在江西九江建立两个税警总队，总队长分别是：赵君迈、古鼎华
1930年，税警总团在上海成立，总团部设于徐家汇，总团长温应星，曾锡圭任参谋长。下辖三个分团：
- 第一分团：驻徐家汇。团长赵君迈
- 第二分团：驻南翔。团长古鼎华（保定军校第八期）
- 第三分团：驻闸北。团长张远南是日本士官学校毕业、宋子文的妻兄

1931年，王赓接任总团长。1932年初以第5军第88师独立旅名义参加一二八事变抗战。淞沪停战协定签订后，税警总团调离上海，驻苏北两淮地区。“王赓投敌案”（1932年6月30日王赓被军法处判了两年六个月的有期徒刑）后，莫雄接任第三任总团长。莫雄在宋子文和纳粹德国顾问团的支持下，在海州郊区建立了一个军官队和军事总队，轮流抽调军官、士兵，加强射击训练。1932年10月，孙立人就任税警总团新组建的第4分团团长驻清东。
1932年12月，温应星复任第四任总团长，此时税警总团有四个团及十个独立的步兵营。1933年4月，宋子文辞去财政部长职务，孔祥熙继任，掌控税警总团。
1936年军事委员会接管税警总团，驻徐州的第二师师长黄杰中将调任总团长，各个独立步兵营组编为第5分团和第6分团，团长由桂永清从中央军校教导总队介绍任职。1937年淞沪会战，税警总团配属张治中第九集团军：
- 副总团长梁恺（黄埔一期）
- 第一支队：司令何绍周（副总团长兼）
  - 第1团
  - 第2团
  - 第3团
- 二支队:司令王公亮（副总团长兼，黄埔一期）
  - 第4团团长孫立人
  - 第5团团长丘之紀（黄埔三期）
  - 第6团团长钟宝胜

淞沪会战后，税警总团因伤亡巨大，从原有的6个步兵团另2个独立步兵营，缩编为四个团，再以税警总团的补充团和河南师管区的新兵予以充实。1938年1月税警总团调往陕西宝鸡整训。税警总团同第二十五师合编为第八军，黄杰中将任军长。1938年初根据蒋介石侍从参谋部代电及机密甲188号令“税警总团改为陆军第四十师，以黄杰兼任师长，编制为三团制，归第八军指挥。”经费由军委会军需署向财政部领取。所辖三个步兵团番号依次为第235、236、237团。税警总团历史终结。第八军下辖的黔军出身的中央旁系第102师，有原税警总团编余的一个步兵团调入。徐州会战撤退阶段，黄杰率第八军和临时配属的第24师、第187师在砀山、商丘一带阻击日军西进。第八军两个师下属6个步兵团在撤到商丘时仅余6个营。黄杰被撤职查办，第八军撤编，第102师则划归第4军。胡宗南推荐罗历戎就任第40师师长，但该师已被第74军军长俞济时整编为2旅4团制（第235、236、239和240团），2位旅长分别为方日英和廖龄奇。1938年8月，任师长不到两个月的罗历戎被迫调离，第40师由第74军军长俞济时兼任师长，实际负责的是副师长李天霞。1938年秋，杂牌詹忠言调来当师长，陈式正为副师长，吴祺英为参谋长。参加武汉会战，在南浔线阻击日军。1938年12月初，第40师被编入第29军建制，驻江西东乡，旅部撤销，四团制又被改为三团制，其中240团改为补充团。1938年12月24日顾祝同在电报中称：“第40师与第29军军长陈宝安未有深切关系，以致人事发生隔阂，若勉强编成建制，部队必难发生良好之战斗力。”该师成为第三战区的独立师。1939年2月，第40师编入第25军建制，詹忠言升任第25军副军长并兼任第40师师长。1939年7月，该师原副师长陈式正调回第58师任副师长，方日英升任副师长。1939年冬季攻势作战战后，第25军副军长詹忠言不再兼任第40师师长，师长一职由副师长方日英接任，而副师长由40师下属第118团团长陈士章升任。随后，40师便驻扎在皖南贵池一带与日军对峙。至1940年底，第40师基本都是在皖南一带与日军作战。1940年12月，40师换防至后方皖南泾县一带。1941年1月参加“皖南事变”。后参加了皖南作战、浙赣会战、粤赣边区作战、赣西追击作战。
经财政部长孔祥熙批准，1938年3月1日于湖南长沙重新组建了盐务总局缉私总队，孙立人任总队长，赵君迈任副总队长，齐学启任参谋长。至1938年7月中旬，财政部盐务总局缉私总队已经组建了三个步兵大队（大队长贾幼慧、唐守治、葛南杉）和总队直属工兵营（王之）、特务营（张文龙）。1938年8月21日，副总队长赵君迈率500士兵留长沙，孙立人率缉私总队所有官兵撤离长沙，前往贵州，齐学启兼任副总队长，在贵州都匀、独山一带。后孙立人又升任财政部缉私处副处长，并且继续任盐务缉私总队总队长。财政部盐务总局缉私总团在1940年11月又恢复了过去税警总团的番号。到1941年年底，发展到了2万多人，拥有6个团和5个直属营。在滇黔边区担任剿匪工作，另外有一部分部队用于保护盐场。1941年11月，孙立人指挥的税警总团其中第二、三、四团改编为新编第38师。师长孙立人中将，副师长唐守治少将（黄埔五期工兵科），副师长兼政治部主任齊學啟(美国诺维奇大学骑兵科），参谋长何钧衡(东北讲武堂七期炮兵科），参谋主任张炳言上校。下辖第一一二团，团长陈鸣人上校；第一一三团，团长刘放吾上校；第一一四团，团长李鸿上校。2月28日，新三十八师9000多人离开了练兵三年的都匀，经兴义、罗平、师宗、宜良，南绕滇池至安宁。1942年4月入缅参战。新38师撤退到印度前的大约有四千余人。1942年秋，新38师和后来辗转进入印度的新22师被调往印度兰姆伽，改编为中国驻印军。而后调郑洞国来印度，成立新一军，下辖新22师和新38师。1944年5月，新22师脱离新一军编制，并与第14师和50师合编为新六军，而新一军则编入新30师，原新38师师长孙立人升任新一军军长。1945年6月，新一军空运回国。日本投降后进入广州受降。